# 霧島市立国分北小学校
霧島市立国分北小学校（きりしましりつ こくぶきたしょうがっこう）は、鹿児島県霧島市国分新町にある市立の小学校。

## 概要
霧島市国分の北西部に位置する小学校である。1972年（昭和47年）に国分市立清水(きよみず)小学校・国分市立郡山(こおりやま)小学校・国分市立東襲山(ひがしそのやま)小学校の3校を統合し、新設。
生徒数の増加に伴い、1997年(平成9年)に青葉小学校が分離新設された。

## 沿革
- 1972年（昭和47年） - 国分市立国分北小学校が設立。
- 1997年（平成 9年） - 国分市立青葉小学校が分離新設。
- 2005年（平成17年） - 国分市と姶良郡6町の新設合併に伴い、霧島市立国分北小学校と改称。

### 清水小学校
- 1876年（明治 9年） - 芦原小学校が設立。
- 1886年（明治19年） - 芦原高等尋常小学校に改称。
- 1901年（明治34年） - 清水高等尋常小学校に改称。
- 1941年（昭和16年） - 清水国民学校に改称。
- 1947年（昭和22年） - 清水小学校に改称。

### 郡山小学校
- 1878年（明治11年） - 郡田小学校が設立。
- 1879年（明治12年） - 山之路小学校が設立。
- 1891年（明治24年） - 郡田小学校、山之路小学校が合併し、郡山小学校が設立。